# Il Pensiero Scientifico Editore
Il Pensiero Scientifico Editore è una casa editrice italiana fondata nel 1946.

## Storia

### Dalla fondazione alla scomparsa di Luciano De Feo
La casa editrice nacque a Roma nel settembre del 1946, su iniziativa di Luciano De Feo, con l'obiettivo di favorire l'uscita del Paese dal lungo isolamento e dall'autarchia culturale. 
La prima rivista pubblicata,  Recenti progressi in medicina , mensile di medicina generale e interna diretto da Giuseppe Lazzaro, a soli due mesi dall'uscita raccolse 5.000 abbonati. La rivista è indicizzata su Index Medicus/MEDLINE, su Scopus e EMBASE. Uno dei primi volumi pubblicati fu Penicillina, di Alexander Fleming, premio Nobel per la medicina nel 1945. La distribuzione dei libri venne affidata alle "Messaggerie Italiane".
Negli anni cinquanta, Francesco De Fiore (14 maggio 1929 - 29 luglio 2013) affiancò il fondatore alla guida della casa editrice, ispirando poi per decenni la politica editoriale della casa editrice. 
Furono pubblicati altri importanti trattati: Fonocardiografia clinica di Jorgen Schmidt-Voigt (con allegato un disco a 45 giri), il Trattato di endocrinologia, di Robert Hardin Williams, e la Medicina nucleare di Aldo Perussia (1953). I periodici pubblicati salirono a tredici, molti dei quali orientati alla comunicazione con l'estero: Scientia medica italica venne pubblicato in quattro lingue a partire dal 1959, I bronchi/Les bronches nacque come rivista di pneumologia in coedizione italo-francese; Progressi in patologia cardiovascolare fu dal 1959 l'edizione italiana della rivista Progress in Cardiovascular Diseases.
Negli anni sessanta si aggiunsero tra i periodici la Rivista di neurologia e la Rivista di psichiatria e venne pubblicata la Psicopatologia generale di Karl Jaspers (1964), edizione italiana di Romolo Priori. A questi si aggiunsero l'edizione italiana del trattato di Fisiologia umana di Bernardo Houssay e la prima versione italiana della Fisiologia illustrata di Ann Boyce McNaught e Robin Callander, il primo di una serie di manuali illustrati dedicati a discipline mediche di base (Testi illustrati). Il successo della serie suggerì la pubblicazione del periodico Medicina illustrata, diretto da Franco Tripodi (autore anche del manuale di Cardiologia illustrata).
Negli anni settanta, in seguito allo sviluppo dell'interesse per i temi sociali, nacque la collana Società e salute, diretta da Giovanni Berlinguer e da Alessandro Seppilli, che accolse il libro manifesto sulla Riforma sanitaria del 1977.

### Dalla scomparsa del fondatore ad oggi
Al fondatore della casa editrice, scomparso nel 1974, successero il genero Francesco De Fiore e la figlia, Annamaria De Feo, per la gestione aziendale. Verso la fine degli anni '70 la struttura commerciale della casa editrice si affidò ad agenzie regionali di distribuzione.
Ai testi di esclusiva pertinenza medica, cominciarono ad affiancarsi con sempre maggiore frequenza titoli di interesse più generale, grazie all'impulso di De Fiore. La nuova collana Piccola biblioteca di neuropsichiatria, diretta da Raffaello Vizioli, ha pubblicato Fisiologia del sonno, di Werner Paul Koella (1974),  Melancolia, di Hubertus Tellenbach (1975), L'esperienza esistenziale, di Ralph Harper (1975),Metapsichiatria, di Pierre Marchais (1976), Ruolo della diagnosi in psichiatria, di Robert Evan Kendell (1977) e il Manuale di psichiatria, di Antonio Balestrieri (1977).
Alla casa editrice viene affidata, dalla prima edizione del 1978, la pubblicazione del Prontuario terapeutico per la medicina generale, curato dall'Istituto "Mario Negri", dal "Centro regionale di informazione sul farmaco" della Regione Lombardia e dalla "Federazione Italiana Medici Mutualisti (FIMM), a cui è seguita la nuova edizione del 1982 e nel 1991 il "Formulario per la medicina generale", redatto con il lavoro collettivo di 174 medici di famiglia. Il volume Bambini e farmaci del 1979 sulle stesse tematiche, nasce da studi sulle prescrizioni pediatriche di farmaci.
Nel 1982 si è aggiunta alla lista dei periodici pubblicati la Rivista dell'infermiere, diretta da Gianni Tognoni (in seguito divenuta Assistenza infermieristica e ricerca).
Nel 1983 è nato il bimestrale Ricerca & pratica, redatto dall'Istituto "Mario Negri", privo di pubblicità farmaceutiche,  e il Giornale italiano di farmacia clinica, organo ufficiale della "Società italiana di farmacia ospedaliera", entrambi affiliati alla "International Society of Drug Bulletins" (ISDB) e considerati i referenti italiani del "Drug Utilization research Group", un organismo internazionale che lavora alla promozione di un uso corretto dei farmaci.
La vocazione pionieristica della casa editrice si consolidò con la pubblicazione della prima rivista scientifica italiana dedicata alle applicazioni dell'informatica alla medicina e alle questioni teoriche rilevanti in questo settore emergente. Medicina e Informatica esordì nel 1984 con una frequenza di quattro numeri all'anno.
Dalla metà degli anni ottanta, la produzione libraria ha affiancato a testi accademici più tradizionali una serie di guide dedicate ai vari aspetti del lavoro dell'operatore sanitario: la collana Libri con la spirale ospita in particolare le guide di How to do it del British Medical Journal. Nel 1993 sono uscite in edicola delle videocassette (CardioBlob e NeuroBlob) realizzate in collaborazione con gli autori televisivi Enrico Ghezzi e Marco Giusti, ispirate al programma televisivo Blob costruito con spezzoni di filmati cinematografici e televisivi
Nel settore della salute mentale sono apparsi il manuale Gli psicofarmaci nella pratica terapeutica, curato da Cesario Bellantuono e da Michele Tansella, la guida I disturbi psichici nella medicina generale e la raccolta degli scritti di Michelte Tansella Le radici psicosociali della psichiatria. Nello stesso periodo è inoltre nata la rivista trimestrale Epidemiologia e psichiatria sociale (ora edita da Cambridge University Press). A queste si sono affiancate volumi e periodici che fanno capo a diverse scuole scientifiche: i testi curati da Paolo Pancheri, che per la casa editrice (allora anche condirettore della Rivista di psichiatria), e la fondazione da parte di Gaspare Vella della rivista Noós, in seguito diretta da Alberto Siracusano.
In ambito psicoanalitico sono stati inseriti nel catalogo i testi di numerosi autori (Donald Winnicott, Hanna Segal, John Klauber, Saul Friedländer, Janine Chasseguet Smirgel, Silvano Arieti e Peter Gay, tra i più noti biografi di Sigmund Freud, autore di Freud: percorsi di lettura).
La collana dei Libri con la spirale ha preso il nome di Spazi, che si occupa di temi come la produzione e l'implementazione di linee-guida in medicina, il nuovo sistema di finanziamento degli ospedali, gli screening e la valutazione del sistema sanitario e delle prestazioni erogate. Nel 1997 la casa editrice pubblica il primo testo italiano sulla Ebm, La medicina delle prove di efficacia, curato da Alessandro Liberati, allora direttore della sezione italiana della Cochrane Collaboration. A questo si è aggiunta la riedizione del libro Efficienza ed efficacia di Archibald Cochrane, fondatore del movimento internazionale della Ebm.
La casa editrice è entrata in internet con un proprio sito, integrando i servizi disponibili in rete a quelli tradizionali, sempre rivolti all'orientamento di chi lavora nel settore sanitario ed occupandosi dell'autorevolezza delle informazioni sulla salute disponibili nel web.
Nel 1998 è nata una nuova collana di libri formulata come serie di domande e risposte sui temi come depressione, epilessia, alimentazione, psicologia, tumori, arricchita in seguito di altri titoli, curate da autorevoli studiosi. Sulla base di questa collana la casa editrice ha collaborato alla redazione delle schede del portale Yahoo! Salute, nato nel 2003. Ha inoltre collaborato al sito LezioniDiCuore.it, che si occupa di formazione a distanza, collegando tra loro le scuole di specializzazione in cardiologia.
Nel 1997 è nata la collana Tracce, raccolta organica e strutturata di libri tascabili nel settore della medicina, nella quale convivono testi più specialistici e libri destinati ad un pubblico più ampio (Libertà di cura, libertà di terapia, del magistrato Amedeo Santosuosso, Fatti e cifre dei tumori in Italia, realizzato in collaborazione con la "Lega italiana per la lotta contro i tumori" e con l'"Associazione italiana registri tumori", e Nascere e crescere oggi, curata dall'Istituto "Mario Negri".
Nel luglio 2013, con la morte di Francesco De Fiore, la presidenza del Consiglio di amministrazione è stata assunta da Luca De Fiore, direttore generale della casa editrice dal 1992.
Nel corso del 2016, anno in cui la casa editrice ha celebrato il suo 70º anno di attività, sono stati pubblicati alcuni libri particolarmente significativi e si è dato inizio ad un importante progetto editoriale chiamato “Forward”.
Per quanto riguarda i volumi, segnaliamo in particolare la brillante opera di Sir Michael Marmot La salute disuguale. La sfida di un mondo ingiusto,  che affronta il grande tema della relazione tra salute e disuguaglianza sociale; mentre, su un fronte completamente diverso, ricordiamo il Manuale SIGENP di nutrizione pediatrica che, andandosi ad affiancare al precedente Manuale SIGENP di gastroenterologia ed epatologia pediatrica, arricchisce la già lunga ed autorevole teoria di manuali formativi della casa editrice, tra i quali ricordiamo il Manuale di terapia cardiovascolare (quarta edizione) di Stefano Savonitto, il Manuale di psichiatria (seconda edizione) a cura di Alberto Siracusano, il Manuale di gastroenterologia di Unigastro.
L’iniziativa editoriale più rilevante e foriera di nuovi stimoli del 2016 è senza alcun dubbio il progetto “Forward”, avviato dal Pensiero Scientifico Editore in collaborazione con il Dipartimento di Epidemiologia della Regione Lazio con l’obiettivo di riflettere e approfondire non tanto ciò che è attuale oggi, ma soprattutto ciò che lo diventerà prossimamente in ambito sanitario. Il progetto “Forward” nasce come integrazione di Recenti Progressi in Medicina, rivista mensile nata nel 1946 e indicizzata sulle principali banche dati bibliografiche internazionali. Il comitato scientifico della rivista è integrato da un advisory board che ha come riferimento un associate editor, nella persona di Antonio Addis. “Forward” concentra la propria attenzione su temi emergenti, tra i quali la medicina di precisione; il valore e i valori dell’assistenza sanitaria; l’empowerment dei cittadini e il loro coinvolgimento nell’assistenza e nella ricerca sanitaria; i big data in sanità e per la salute; il controllo sugli stili di vita e sui parametri vitali; la valutazione della ricerca, delle performance professionali, delle strutture sanitarie; i confini tra le professioni, tra rispetto delle competenze e aspettative di multidisciplinarità. Il progetto “Forward” presta particolare attenzione alla comunicazione per immagini: video, gallerie fotografiche, infografiche, timeline. La scelta dei formati è volta a dare valore alle migliori informazioni disponibili, mettendo a confronto i diversi punti di vista di medici, di pazienti, di ricercatori e di cittadini. La pubblicazione dei contenuti di “Forward” è affiancata da iniziative mirate che hanno l’obiettivo di raccogliere informazioni sul sentimento del pubblico e del personale sanitario, attraverso survey condotte tramite strumenti interattivi. Il progetto è cofinanziato dalla casa editrice, dal Dipartimento di Epidemiologia e da alcune aziende private presenti nel settore sanitario che hanno manifestato interesse a una collaborazione con un programma di informazione indipendente, offrendo un sostegno economico non condizionante.
Al gennaio 2019, Il Pensiero Scientifico Editore pubblica 21 riviste e circa 25 nuove monografie l'anno nel settore della Medicina interna e della Sanità pubblica.

## Collaborazioni con istituzioni pubbliche e scientifiche
La casa editrice ha collaborato alla cura editoriale del Bollettino di informazione sui farmaci rivista istituzionale dell'Agenzia Italiana del Farmaco (AIFa) del Ministero per la salute dal 2002 al 2007. Per il Centro nazionale trapianti ha curato la produzione del sito istituzionale della rete. Ha inoltre curato la preparazione dei materiali didattici per la formazione all'uso della "Carta del rischio cardiovascolare" ("Centro nazionale per il controllo delle malattie"). Il Consiglio nazionale delle ricerche le ha inoltre affidato l'edizione dei propri aggiornamenti editoriali.
La Provincia autonoma di Bolzano si è avvalsa della collaborazione della casa editrice per la realizzazione della Biblioteca medica virtuale, che mette a disposizione degli operatori della sanità pubblica l'accesso gratuito ad oltre 3600 riviste e alle più importanti banche dati mediche a livello internazionale. Un'esperienza simile è stata avviata nel 2014 in collaborazione con la Regione Lazio: Biblioteca Alessandro Liberati del SSR del Lazio.
Nel settore della Farmacologia e dell'uso dei medicinali, Il Pensiero Scientifico Editore pubblica la rivista Ricerca & Pratica in collaborazione con l'IRCCS Istituto Mario Negri. La rivista è affiliata alla International Society of Drug Bulletins. Per la Società italiana di Farmacia Ospedaliera cura la pubblicazione delle due riviste organo ufficiale della associazione.
Nel settore della psicoterapia, la casa editrice ha curato per diversi anni l'edizione dei periodici della "Società psicoanalitica italiana" e dell'"Associazione italiana di psicoanalisi", ed è oggi l'editore di riviste legate all'attività di esponenti dell'"Associazione italiana di psicoterapia psicoanalitica Infantile", della "Società italiana di psicoterapia psicoanalitica dell'infanzia e dell'adolescenza", come Infanzia e adolescenza.
In campo pediatrico, Il Pensiero Scientifico Editore è stato partner della Società italiana di pediatria per la produzione del sito ufficiale www.sip.it e delle due riviste Pediatria e Area Pediatrica. Dopo un'importante esperienza editoriale con l'ospedale pediatrico Bambino Gesù, la casa editrice ha collaborato con l'Ospedale Pediatrico Meyer di Firenze alla pubblicazione della rivista scientifica Molto Meyer.
Attualmente, Il Pensiero Scientifico Editore è partner della Federazione Italiana di Cardiologia per la pubblicazione della rivista mensile Giornale Italiano di Cardiologia.
La casa editrice collabora, inoltre, con l'OMCeO di Torino per l'aggiornamento settimanale del sito e realizza focus di approfondimento per Torino Medica, la rivista bimestrale dell'Ordine dei Medici Chirurghi e Odontoiatri della Provincia di Torino..